# 487 Venetia
Venetia (asteroide 487) é um asteroide da cintura principal com um diâmetro de 63,15 quilómetros, a 2,4404175 UA. Possui uma excentricidade de 0,0864081 e um período orbital de 1 594,63 dias (4,37 anos).
Venetia tem uma velocidade orbital média de 18,22371014 km/s e uma inclinação de 10,23447º.
Esse asteroide foi descoberto em 9 de Julho de 1902 por Luigi Carnera.